# Palais de la Banque d'Italie (Trieste)
Pour les articles homonymes, voir Palais de la Banque d'Italie (homonymie).
Le Palais de la Banque d'Italie à Trieste est également connu sous le nom de Palais Austro-Hongrois. C'est un palais de style néo-Renaissance tardive qui est le siège local de la Banque d'Italie.

## Histoire
Le bâtiment d'origine, construit en 1902, était le siège de la banque austro-hongroise; situé dans une bonne position, non loin de la gare qui reliait Trieste avec Vienne, près de la gare maritime et des grands bureaux de poste bien que pas assez proche du centre d'affaires qui a été déplacé sur la Piazza della Borsa. 
Le 7 novembre 1918, à peine 3 jours après l'armistice entre l'Italie et l'Autriche, le directeur de la succursale de Florence de la Banque d'Italie, Giovanni Carloni, a été chargé de se rendre à Trieste pour «pourvoir à l'installation rapide des services dans cette ville de la Banque et du Trésor provincial ". Les travaux durèrent de 1922 à 1928.

## Chronologie des administrateurs
- Giovanni Carloni, 1918-1919
- Umberto Valente, 1919 - 1921
- Michelangelo Zago, 1921 - 1925
- Arturo Paladini, 1925 - 1925
- Michelangelo Zago, 1925 - 1937
- Enrico Biucchi, 1937 - 1941
- Ernesto Bindocci, 1941 - 1946
- Domenico Picucci, 1946 - 1953
- Leopoldo Bartolozzi, 1953 - 1956
- Giovanni Lovari, 1956 - 1960
- Carlo Massa, 1960-1963
- Mariano Bonomi, 1963 - 1964
- Bindo Cipriani, 1964 - 1967
- Ludovico Sartor, 1967-1968
- Antonino Arista, 1968 - 1968
- Aldo Biagini, 1968 - 1970
- Carlo Gallina, 1970-1972
- Ferruccio Bertogna, 1972-1975
- Adriano Giovannoni, 1975-1976
- Dario Vici, 1976-1982
- Elvio Meconcelli, 1982 - 1986
- Corrado Leonbruno, 1986-1994
- Biagio Celentano, 1995-1998
- Giuseppe Roma, 1998-1999
- Antonio Deias, 1999-2000
- Sergio Bonifacio, 2000-2003
- Giuseppe Volpe, 2003-2003
- Giuseppe Tantazzi, 2003-2006
- Antonio Sciacca, 2006-2008
- Pietro Sambati, 2008-2015
- Giuseppe Manitta, 2015 - 2018
- Luigi Bettoni, 2018

## Galerie d'images

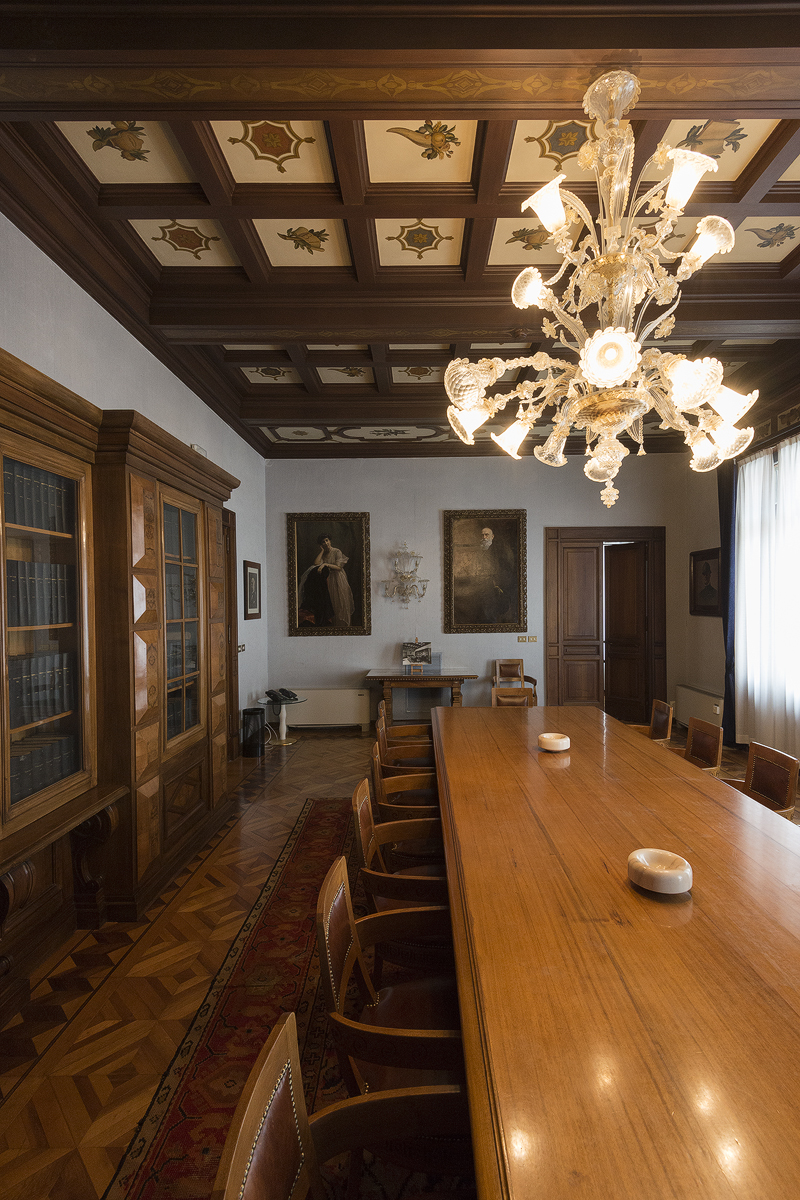
Salle du Conseil
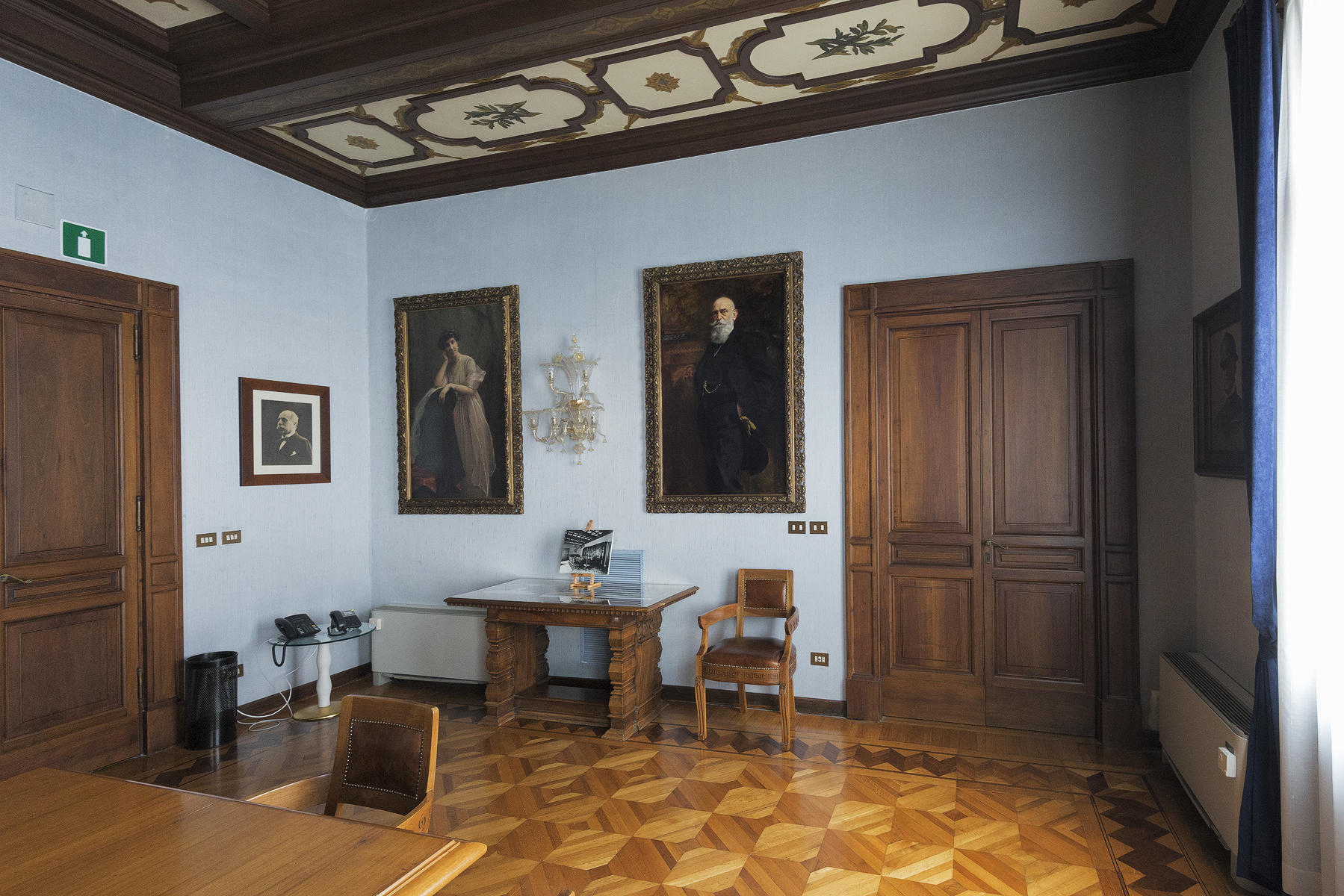
Un autre détail de la salle du conseil
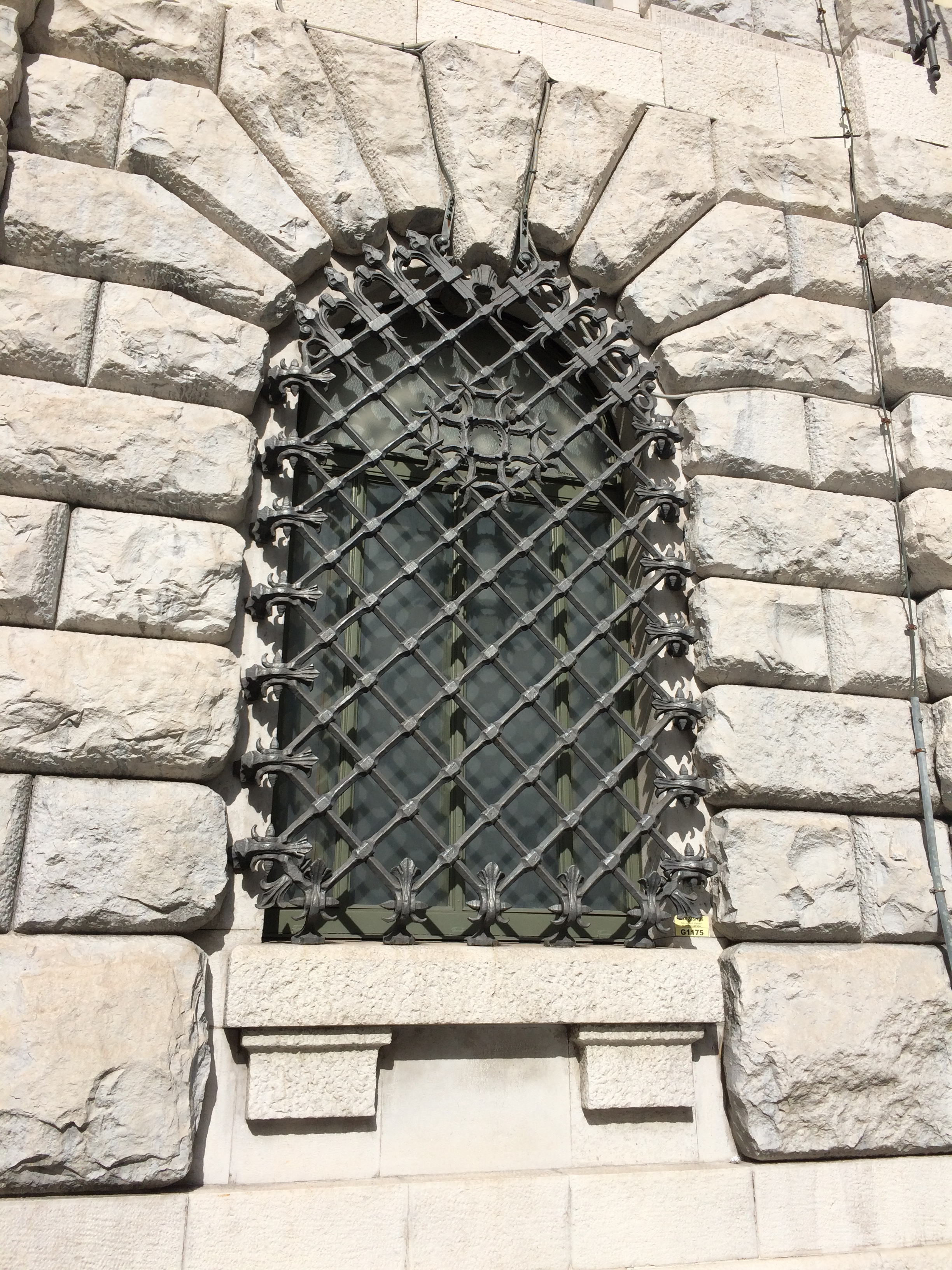
Garde-corps au premier étage de la succursale de Trieste de la Banque d'Italie
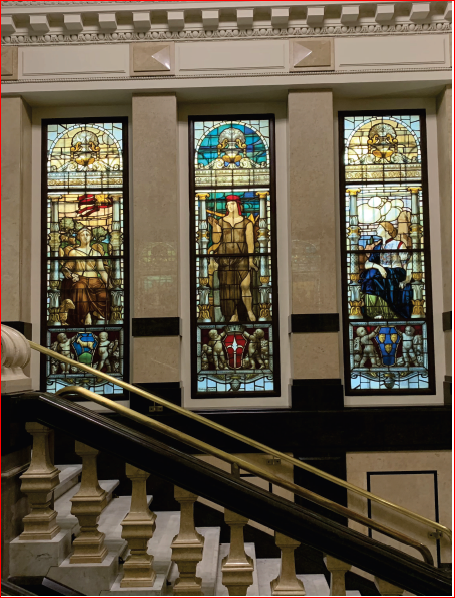
Vitraux de l'escalier menant à l'étage de la direction
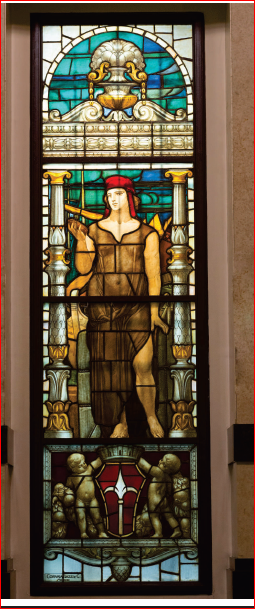
Vitrail à la succursale de Trieste de la Banque d'Italie avec une représentation de l'Italie
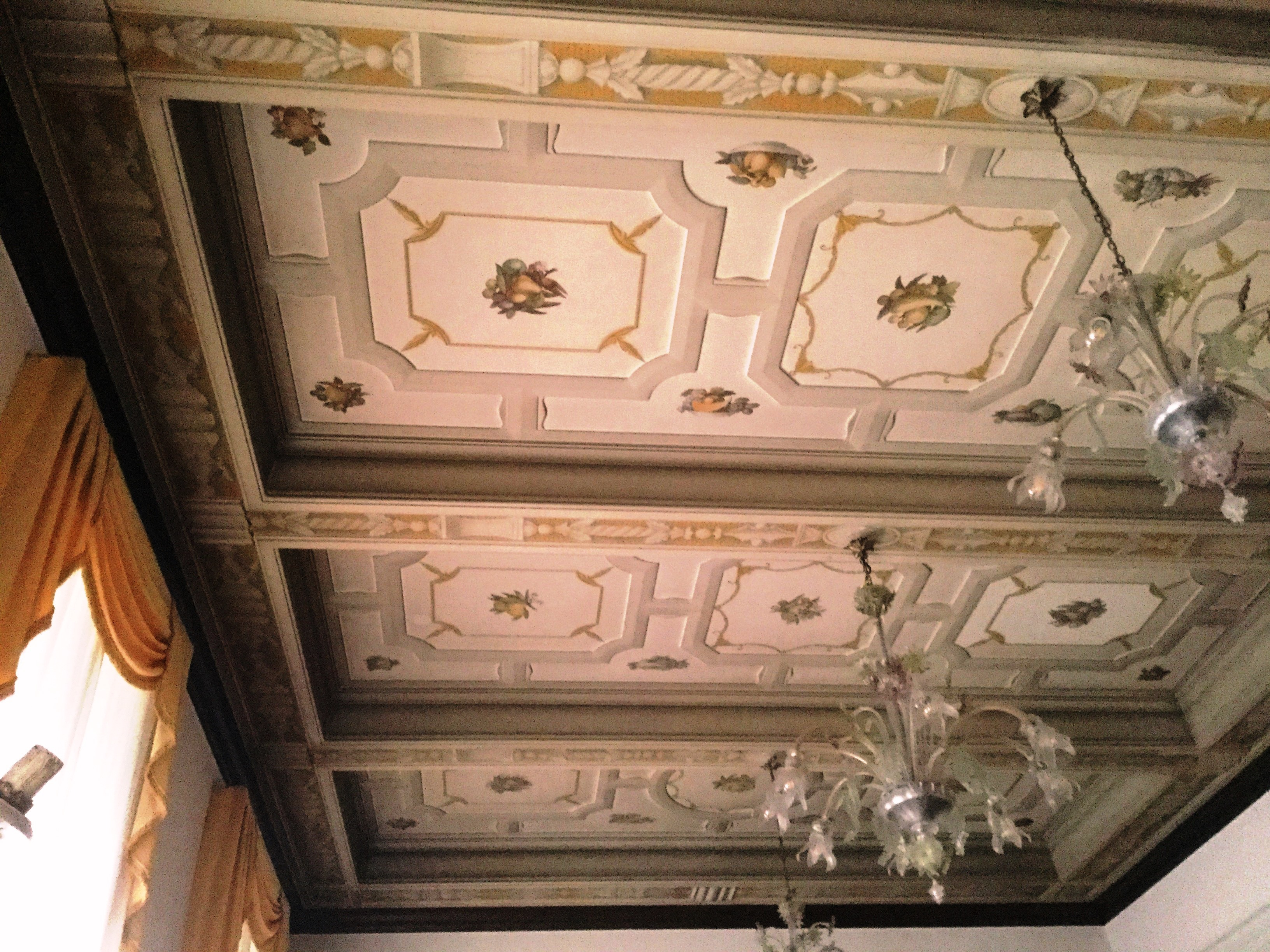
Plafond de la salle de réception